# The Huntsman: Winter's War - Original Motion Picture Soundtrack
The Huntsman: Winter's War - Original Motion Picture Soundtrack è il titolo della colonna sonora di Il cacciatore e la regina di ghiaccio, un film del 2016 diretto da Cedric Nicolas-Troyan.
Pubblicato il 15 aprile 2016 per accompagnare l'uscita del film nelle sale cinematografiche, l'album è composto da 22 tracce prodotte da James Newton Howard.

## Tracce
1. The Huntsman – 3:48
2. Lacrimosa – 0:53
3. You're Carrying His Child – 2:17
4. The Children Arrive – 5:03
5. You Shouldn't Walk In Shadows – 3:23
6. Freya's Spell – 5:22
7. Freya Prepares For War – 1:51
8. Tavern Brawl – 2:08
9. That's Not What Happened – 3:35
10. Where's My Horse? – 1:47
11. The Proposition – 2:10
12. The Goblin Forest – 3:45
13. Goblin King – 2:05
14. The Goblin Fight – 3:15
15. We Are Worthy of Each Other – 1:52
16. Have You Been True? – 2:33
17. Kill Him – 4:24
18. Revenna Returns – 4:13
19. This Is My Kingdom – 3:42
20. Stand Or Fall Together – 8:22
21. Revenna's Embrace – 3:27
22. Halsey – Castle (The Huntsman: Winter's War Version) – 4:20 (Ashley Frangipane, Dylan Bauld)